# 格拉尼庫斯河戰役
|  |

格拉尼庫斯河戰役，發生在前334年5月，是馬其頓亞歷山大大帝與波斯帝國三大決定性戰役中的第一場戰鬥，戰場的位置於發生在阿卑多斯往達斯庫里烏姆的路上，與小亞細亞西北方的特洛德地區的格拉尼庫斯河，即今日土耳其的畢加河交錯處。
亞歷山大繼承父親腓力二世的遺志，在鞏固希臘和馬其頓後，於前334年亞歷山大自己率領馬其頓和其他希臘城邦組成的聯軍越過了達達尼爾海峽，開始進軍亞洲。而小亞細亞各波斯總督也紛紛帶領自己的部隊集結，並在澤勒亞城外紮營。在波斯軍澤勒亞軍事會議上，希臘僱傭軍將領羅德島的門農建議施行焦土政策，意圖讓亞歷山大得不到補給而撤退。但波斯赫勒斯滂弗里吉亞總督阿西提斯和其他將領拒絕此提議，同時他們也對身為希臘人的門農感到不信任，波斯人決定在格拉尼庫斯河邊決戰。
戰役一開始，亞歷山大派遣右翼騎兵和步兵朝波斯左翼進攻，其餘部隊依序呈斜型陣列前進。波斯軍認為馬其頓聯軍意圖側翼突破，並調派中央部隊去增強左翼。亞歷山大看到波斯中央陣線因調動而鬆動，力量也明顯削弱，立即下令朝全軍對波斯發動總攻，亞歷山大親率夥伴騎兵強渡格拉尼庫斯河與波斯軍廝殺，又因亞歷山大身披鎧甲亮眼，使波斯軍和將領都朝亞歷山大猛攻，險象環生，在克利圖斯解救下亞歷山大才得以保命，終於擊退波斯騎兵。此時帕曼紐率領左翼也擊潰波斯右翼，而潰退的波斯騎兵與後方的步兵糾纏一團，波斯軍大亂，許多將領又在與亞歷山大渡河對決時陣亡，波斯軍全線潰敗。
而波斯軍中的希臘僱傭軍甚有紀律，井然有序的退到高地。但亞歷山大拒絕他們的求和，為恐嚇未來波斯軍中龐大的希臘雇傭軍，亞歷山大讓全軍朝希臘雇傭兵猛攻，殲滅大部分雇傭兵，其餘被押回馬其頓做奴隸。戰後波斯帝國在小亞細亞大部分的總督在此戰役陣亡，阿西提斯逃出後自殺，愛琴海東岸的希臘城邦都被亞歷山大自波斯手中解放，為日後東征建立先頭基地。

## 背景
公元前337年，馬其頓國王腓力二世在喀羅尼亞戰役中獲勝後，迫使大部分希臘城邦加入了泛希臘軍事聯盟，即科林斯同盟。這個泛希臘聯盟主要目標就是與波斯阿契美尼德帝國開戰，要報復波斯人在前480年第二次入侵希臘。腓力他讓其他希臘城邦成員選舉自己為聯盟統帥，並開始準備戰爭事務。
與此同時，自從前338年波斯國王阿爾塔薛西斯三世被謀殺以來，阿契美尼德帝國就一直陷入於危機之中，這導致一個嚴重的後果，就是埃及再度發生叛變並脫離了帝國。此時小亞細亞境內並沒有足夠的波斯軍隊，波斯艦隊也預期短時間內不會很快來到愛琴海海域。腓力二世很可能是想利用波斯帝國混亂來進行入侵，但由於這個時候他的軍隊也還沒有準備好，所以無法即時對小亞細亞地區發動大規模進攻。可能是這個原因，他決定先派出已經完成準備好的一小部分軍隊，前336年春他命令數千名馬其頓遠征先遣軍出發，在小亞細亞西海岸登陸。這個先遣軍的任務很可能是趁機佔領盡可能多的土地，或者至少在赫勒斯滂的小亞細亞一側建立一個橋頭堡，以便後續主力部隊登陸。
這支先遣軍是由腓力二是最優秀的將軍帕曼紐率領，副將是阿塔羅斯。先遣軍在初期一開始獲得很成功，許多小亞細亞西部希臘城市他們向馬其頓人和平投降，但在前336年末時整個局勢發生劇烈變化，很可能在前336年10月份之時，留在本土準備遠征事務的腓力二世遭到刺殺。隨後馬其頓王位由腓力的兒子亞歷山大大帝繼承，亞歷山大首先對北方發動巴爾幹的征戰，討伐那裏試圖叛變的部落，而南方的希臘城邦們也對亞歷山大的泛希臘聯盟的領導權產生動搖，蠢蠢欲動，這些都影響馬其頓王國對小亞細亞遠征先遣軍的戰況分散了注意力。同時在前336年秋季大流士三世成為新的阿契美尼德帝國王中之王，他在穩定帝國政局後開始著手反制馬其頓先遣軍的入侵。
大流士優先鎮壓埃及的反叛，大約從前336年末至前335年2月為止，平定叛亂收復埃及。之後他派遣羅德島的門農率領一支以希臘僱傭兵為主的軍隊前往小亞細亞，這些希臘僱傭兵是以為古希臘重裝步兵的作戰方式作戰。大約在前335年春季，門農在馬格尼西亞擊敗一支馬其頓軍隊，但不知是哪個馬格尼西亞，可能是愛奧尼亞邁安德河畔馬格尼西亞或是呂底亞的西皮洛斯山腳的馬格尼西亞（Magnesia ad Sipylum）。之後，另一支馬其頓部隊在特洛德地區也被擊敗，這可能是小亞細亞一個或多個波斯總督組成聯軍發動攻擊導致的。到了前335年的時候，大部分失陷的希臘城市已經被波斯收復，馬其頓先遣軍只得退守阿卑多斯這座孤城，或者可能再加上羅特翁一座。

## 戰前
當亞歷山大大帝平定了巴爾幹和希臘城邦的叛亂之後，前334年早春他率領馬其頓主力大軍從馬其頓本土出發朝赫勒斯滂地區進軍。他的軍隊共約有32,000名步兵、約5,000名騎兵，在行軍過了二十天之后他來到加里波利半島塞斯托斯，在那裡他準備分兵批次渡過赫勒斯滂海峽。其中大部分的部隊從塞斯托斯出發，透過運輸船運到小亞細亞阿卑多斯，而亞歷山大大帝率領剩餘的步兵於另一座伊莱厄斯城市出發渡海，於西格翁附近的海灣登陸。亞歷山大大帝在訪問了特洛伊之後，他率兵經過了阿里斯巴、佩爾柯鐵、蘭普薩庫斯、科隆尼亞和赫爾莫塔（Hermotus）。
也許早在亞歷山大率領遠征大軍離開馬其頓之時不久，大流士很可能就已經得知亞歷山大的動向，但這件消息沒有驚動波斯國王太多，他把小亞細亞的防衛工作都交了當地的總督們，主要原因很可能是當時亞歷山大他驚人軍事天賦的名聲尚未遠播國外，而且之前馬其頓遠征先遣軍於前一年被當地波斯總督們毫不費力地擊退，使得波斯帝國低估亞歷山大的軍事力量。
小亞細亞的波斯總督們和將軍們在得知亞歷山大渡海的消息後，帶著他們的軍隊在澤勒亞附近紮營。波斯軍領導權可能是由赫勒斯滂弗里吉亞總督阿西提斯、呂底亞兼愛奧尼亞總督斯皮瑞達提斯、奇里乞亞總督阿薩米斯，以及波斯將領雷奧米塞里斯、拍提尼斯、尼發提斯、羅德島的門農等人負責。儘管古代歷史學家並沒有特別提到誰是波斯軍主帥，但現代歷史學者認為馬其頓軍入侵的地區屬於赫勒斯滂弗里吉亞行省，因此波斯軍主帥可能是當地總督阿西提斯。

### 波斯軍澤勒亞會議
波斯人在澤勒亞召開了一次軍事會議，討論接下來如何事態的應對。古代歷史學家阿里安和西西里的狄奧多羅斯提到羅德島的門農在會中評估馬其頓步兵實力優於己方，且敵人國王亞歷山大親自在場而己方國王大流士並不在，建議波斯軍應該避免與馬其頓軍進行野戰正面對決。相反地，門農認為應該採用焦土政策，藉由焚燒周邊的田地，讓亞歷山大的軍隊因為無法得到充分補給而無法繼續戰爭，但阿西提斯和其他波斯將領回絕門農的提案，他們認為有責任保衛國土和百姓的財產，阿西提斯還說：「絕不允許自己領地上有一間房屋被燒」。他們還懷疑門農試圖延長戰爭，以便日後好有機會獲得大流士的好感。
學者W. J. McCoy把希羅多德著作中希臘人向波斯人提出明智建議之情節與門農的建議來進行比較。在希羅多德的情節中，波斯人拒絕了明智的建議並導致後來的不幸，用此事來嘲笑波斯他們的不明智。因此 McCoy認為阿里安和狄奧多羅斯所描述的門農提案可能只是軼聞，用來挖苦波斯人用的。學者皮耶·布里昂認為即使門農在會議中如所描述建議，門農建議的重要性也被誇大了。因為本次會議的主題是討論眼前的戰術問題而不是戰略方向，很可能大流士已經對總督們下了與亞歷山大野戰指示，因此澤勒亞的軍事會議是討論接下來如何打這場戰役而不是整個戰爭戰略。軍事會議後，波斯軍在河岸東岸完成戰鬥佈署，他們占據有利位置並等待亞歷山大，準備半渡而擊。

### 馬其頓軍帕曼紐建議
根據阿里安的記載，亞歷山大在前往格拉尼庫斯河的路上，從已方斥侯那裡得到了波斯軍的位置，他連忙下令軍隊改為戰鬥隊形並進行戰鬥佈署。亞歷山大大帝的大將帕曼紐擔心軍隊用戰鬥隊形渡河會使正面戰線過於延伸，若敵人以密集隊形重點突破的話，己方的戰線會被被打亂。因此他建議亞歷山大讓軍隊就在西岸先行紮營，等到波斯軍夜晚回營休息後，趁著明天黎明時敵人還未回到岸邊佈陣時，先疾行渡過尚未設防的灘頭，完成渡河。然而根據阿里安的說法，亞歷山大大帝不想等待，他下令全軍立即發動攻擊。
古代歷史學家常常在不同場合的事件中提到帕曼紐和亞歷山大大帝之間關於戰略或戰術的討論，在這些討論中帕曼紐傾向較保守的戰略或戰術，而亞歷山大則傾向激進冒險，而結果常常是亞歷山大否決了帕曼紐的提議，並最終施行自己大膽的計畫並獲得成功。這個主題可能是源於卡利斯提尼的第一手史料，他藉此在闡揚亞歷山大的英雄主義，因此現代歷史學者經常爭論這些對話是否是真正曾經發生。然而在迪奧多羅斯的版本中，亞歷山大可能最終採納帕曼紐的建議，這導致後面阿里安和迪奧多羅斯兩人所記載的格拉尼庫斯河戰役情節截然不同。
這場戰役是發生在古馬其頓曆法中的戴西厄斯（Daisios）月，約今日公曆的5月。開戰前，一些馬其頓軍官因為宗教習俗規定本月要避免戰鬥而作戰情緒不高，因此亞歷山大宣布本月是上個月阿爾特密西奥斯（Artemisios）月的潤月來解決這個宗教問題，因阿爾特密西奥斯月沒有這個戰爭禁忌問題。

## 戰場位置
格拉尼庫斯河今日稱之為畢加河，傳統上認為戰役雙方交戰的淺灘位於畢加河和流經古姆薩克地區的支流交會處上方，或者在畢加河更下游一點。但在現代學者N. G. L.哈蒙德的專門研究下，他認為流經該河谷的古代格拉尼庫斯河可能比現代更靠東方一些，在今日那裡仍然可以看到古老河床的遺跡。此外，附近有一條長長的連續小山脊，可能就是古代歷史學家描述中，波斯軍希臘僱傭兵步兵駐紮的高地。因為該小山脊在周遭地區中，最可能是古戰場記載的高地候選者，因此N. G. L.哈蒙德認為戰場中的灘頭就是位於以前舊稱為「丁米托卡」（Dimetoka）的現代村莊「古姆薩克」，與切什梅阿提之間。這一理論廣受後來研究該戰役的學者接受，根據此理論，從現代的地形觀察中可以發現其實格拉尼庫斯河其實並不難渡過，這與古代文獻中強調過河困難不符。古代歷史學家可能誇大了亞歷山大大帝的成就。

## 雙方軍隊

### 馬其頓軍隊
馬其頓軍隊主要是由重步兵組成，含馬其頓方陣步兵夥友和精銳的持盾衛隊共有12,000名重步兵。輕步兵總數為1,000名，含馬其頓弓兵和精銳的阿格瑞安突擊部隊。重騎兵由1,800名精銳的夥友騎兵和1,800名色薩利騎兵與600名希臘聯盟騎兵組成。輕騎兵共有900名，分別由前哨騎兵、培奧尼亞騎兵、色雷斯騎兵構成。除此之外，亞歷山大還有一支人數不明的希臘聯盟重步兵和希臘僱傭兵，但他們並沒有出現在戰役的作戰序列之中，因此亞歷山大的軍隊總數包含13,000名步兵、5,100名騎兵，共18,100人。
馬其頓軍作戰陣列從右翼開始，亞歷山大在這裡佈署夥友騎兵8個中隊中的7個中隊於此，並配著有弓兵和阿格瑞安突擊部隊，因為阿格瑞安輕裝部隊通常與夥友騎兵穿插協同戰鬥，所以他們很可能佈署於夥友騎兵前沿，這些部隊全部都交給菲羅塔斯指揮。接著左邊，是前哨騎兵和培奧尼亞騎兵以及夥友騎兵中餘下第8個的蘇格拉底中隊，這三支騎兵交給阿拉巴亞斯之子阿敏塔斯指揮，而右翼總指揮官由菲羅塔斯擔任。接著左邊是中央方陣，先是尼卡諾爾率領的持盾衛隊，他們負責保衛旁邊步兵夥友方陣的脆弱右側。接著是組成馬其頓主戰線的步兵夥友，它一共有6個團依序為佩爾狄卡斯、科那斯、克拉特魯斯、安德羅美尼斯之子阿敏塔斯、腓力、墨勒阿革洛斯。在左翼，於墨勒阿革洛斯的方陣團左側的是阿格索所率領的色雷斯騎兵，緊接著是墨涅拉俄斯之子腓力所領導的希臘聯盟騎兵，左翼最外側即是卡拉斯所率的色薩利騎兵。全軍左半部含步兵夥友一半由帕曼紐來當總指揮，右半部另一半則是亞歷山大大帝親自領導。馬其頓軍的希臘聯盟步兵和希臘雇傭兵似乎沒有參與戰鬥。

### 波斯軍隊
關於波斯總兵力，阿里安提供的資料顯示波斯軍差不多擁有20,000名由希臘雇傭兵組成的步兵，以及20,000名騎兵。另一位古希臘歷史學家狄奧多羅斯提供的數字相當誇大，是100,000名步兵和10,000名騎兵。古羅馬歷史學家查士丁的數字更誇張，波斯軍總兵力達到 600,000人。現代歷史學者阿扎·加特解釋道，儘管波斯軍隊數量較多，但在古希臘的史料中數量被瘋狂地誇大。學者阿扎·加特補充說，這是古代作家很難改變的習慣，加上他們既缺乏準確的信息，自身又會帶有愛國主義的偏見，導致過於誇大。
現代學者N. G. L.哈蒙德認為阿里安的數字較為合理，其他學者A.M. 迪凡（A. M. Devine）和克日什托夫·納沃特卡認為查士丁和狄奧多羅斯的步兵數字都過幻想，因為如此大的兵力數字在古代補給上毫無可能，這兩位學者認為只有狄奧多羅斯的騎兵數字才較為可能。J·F·C·富勒將軍也認為10,000名騎兵可能才可信，但是他沒提到這來自狄奧多羅斯的數字。
關於阿里安的數字，波斯步兵的兵力和組成引起學者更多且更詳細的討論，一些人爭論步兵20,000名的數字其實是正確的，但這數字包含了其他非希臘雇傭兵的兵力。其他學者則認為，希臘僱傭軍可能是唯一存在的步兵，但數量並沒有那麼多。學者克日什托夫·納沃特卡認為阿里安20,000名步兵的數字是可信的，但是他認為這數字並不是全指希臘雇傭兵，因為如此龐大的僱傭兵會聚集一處實在太偶然了，只有在波斯國王的命令下且經過長時間準備募集才有可能，然而這場戰役對阿契美尼德帝國來說並沒有太多準備，學者克日什托夫·納沃特卡判斷波斯步兵中只有一小部分是希臘雇傭兵，大部分的步兵是軍事價值較低的地方部隊組成。學者恩斯特·巴迪安基於普魯塔克關於馬其頓方陣渡河後雙方步兵交戰的說法，他認為波斯軍中含有非希臘裔的步兵，且被佈署於波斯騎兵之後方，以此為脈絡他認為20,000名步兵是波斯軍總步兵數量的合理估計，他認為阿里安聲稱所有波斯軍步兵都是由希臘僱傭兵組成的說法，要么是錯誤的，要么是為了添加亞歷山大的殊榮。
學者A.M. 迪凡認為阿里安可能出於宣傳目的，誇大了希臘僱傭軍的數量。他指出，只有狄奧多羅斯和波利艾努斯有提到小亞細亞希臘僱傭軍的相關資訊。狄奧多羅斯提到波斯大流士三世派遣羅德島的門農率領希臘僱傭兵前去小亞細亞對付馬其頓先遣軍入侵，其門農的軍隊人數僅有5,000人，古羅馬歷史學家波利艾努斯記載的數字更低，只有4,000人。假設阿里安關於步兵完全由希臘僱傭兵組成的說法是正確的，並且狄奧多羅斯給出的10,000名騎兵的數字也是對的，學者迪凡他認為波斯軍隊可能有14,000到15,000人。這與亞歷山大大帝軍隊的18,100人相比，從數量上和士兵戰力上都明顯較遜色。和A.M. 迪凡一樣，富勒將軍認為狄奧多羅斯給出的5,000名希臘僱傭兵的數量更為現實，但他認為波斯軍還含有當地徵召的地方部隊，其人數也不少。
學者A.M. 迪凡進一步認為波斯軍隊處於步兵力量上的劣勢，因此才可以解釋為何波斯軍選擇在河岸灘頭設防，並把騎兵佈署於戰線第一列。這也可以解釋為什麼亞歷山大在那裡決定從戰線正面進行攻擊。同樣，如果希臘僱傭軍的人數實際上是20,000人而不是4,000或5,000人，那麼記載中戰鬥後期階段對希臘僱傭軍的包圍和屠殺也不太可能發生。最後一點，估算波斯軍隊規模人數較少，也符合記載中戰後馬其頓軍少許傷亡吻合。

### 波斯軍佈署
波斯軍將他們的騎兵佈陣於格拉尼庫斯河沿岸。根據狄奧多羅斯的記載，門農和阿薩米斯佈署於波斯軍左翼，各自率領自己的騎兵部隊。在他們旁邊的是阿西提斯所率的帕夫拉戈尼亞騎兵，接著旁邊是呂底亞兼愛奧尼亞總督斯皮瑞達提斯領導的希爾卡尼亞騎兵。中央戰線是沒有特別說明種族的騎兵組成，右翼是由1,000名米底亞騎兵、2,000名雷奧米塞里斯所率領的騎兵、2,000名巴克特里亞騎兵組成。當波斯人注意到亞歷山大本人就駐紮在自軍左翼對面時，他們調動了一些騎兵前去增援左翼。希臘僱傭兵被安置在騎兵後面，由波斯將領歐瑪瑞斯率領。
關於波斯軍的佈署，現代歷史學者對波斯主帥決議和安排有數項批評。其中之一就是在河岸上部署騎兵，因為這麼做讓騎兵無法發動衝鋒。儘管這可以用當時的波斯騎兵戰術，是靠近敵人軍陣並投擲標槍，從遠處擾亂敵人破壞他們的陣型為主，而不是直接發動衝鋒戰術進行衝擊來做為布陣於河岸的解釋。這些標槍騎兵會擾亂敵人陣型，一旦敵人陣型失序時他們才會轉換使用馬刀來進行近戰纏鬥戰術。另一個批評就是波斯軍為何讓門農率領騎兵部隊於前線作戰，而不是讓他帶領希臘傭兵，畢竟門農之前率領希臘傭兵表現很成功。對此，一個可能的動機是波斯將領們不信任門農並且忌妒他的成功，把門農派往騎兵第一線可以就近控制並監視他，畢竟門農早年曾經流亡並作客馬其頓，與馬其頓高層都很熟稔。第三個質疑點就是波斯軍為何讓步兵的佈陣離前線騎兵太遠，現代歷史學者認為波斯將領們這樣做，是出於對前一年希臘僱傭軍在馬格尼西亞擊敗馬其頓先遣軍的忌妒，若他們僅用自己麾下騎兵擊敗亞歷山大，他們就會重新獲得自豪感，並有望得到波斯國王的歡心。

## 戰役

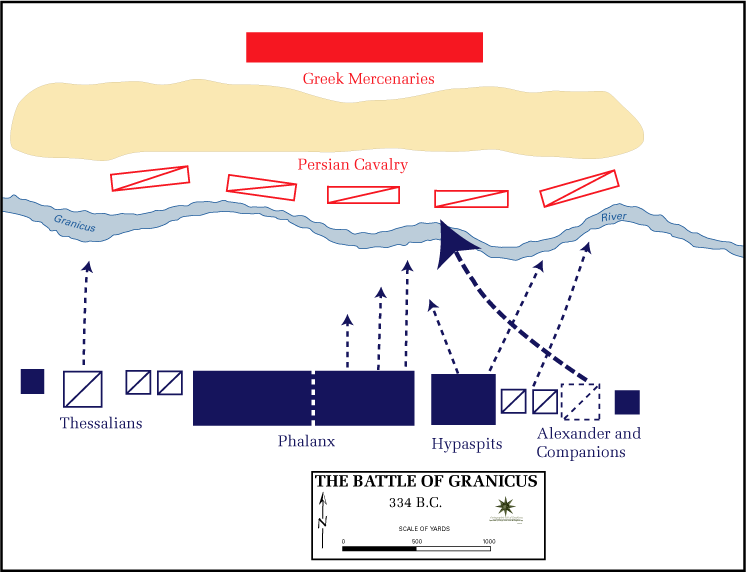
阿里安記載中，格拉尼庫斯河戰役中馬其頓軍行動

古代歷史學家阿里安、普魯塔克和狄奧多羅斯對這場戰鬥分別給出了三種截然不同的記載，其中阿里安的敘述最長、最詳細，普魯塔克的敘述較短但與阿里安的敘述接近，兩者之間只有一些小的差異。然而，狄奧多羅斯的敘述與阿里安、普魯塔克的敘述完全不同，最大的差異就是亞歷山大有無採納帕曼紐的建議。

### 阿里安的記載
亞歷山大沒有採納帕曼紐的建議，決定下午的當下突破敵人防線渡河。雙方軍隊完成戰前佈署後，兩軍隔河對峙，全場鴉雀無聲陷入片刻的沉默。亞歷山大隨後命令阿拉巴亞斯之子阿敏塔斯率領旗下騎兵前哨騎兵和培奧尼亞騎兵與一些輕步兵發動攻擊敵人左翼，其中由暫領夥友騎兵蘇格拉底中隊的腓力之子托勒密擔任前鋒攻擊率先攻擊。阿里安並提到亞歷山大自己親自領導其餘的右翼騎兵和步兵各部在隨後同時發動攻勢，似乎阿里安的史料讓亞歷山大顯得勢如破竹如英雄般，但實際上是阿敏塔斯的部隊被波斯軍擊敗後，亞歷山大才及時率軍投入戰鬥。
起初，對於阿敏塔斯部隊的攻擊，波斯軍投射海量的標槍來反制敵人的衝鋒。因為馬其頓先鋒的人數嚴重不足，而波斯人正守著河岸的高地，有居高臨下的優勢，這導致阿敏塔斯的部隊處於劣勢。阿敏塔斯所率的馬其頓人遭受不少損失，被迫後退，當亞歷山大率領右翼和夥友騎兵其他各部一同發起新一輪進攻時，這些殘餘的阿敏塔斯部隊再度加入亞歷山大的部隊繼續戰鬥。現代學者A.M. 迪凡認為阿敏塔斯進攻的失利不是戰術失策，而是特意讓波斯軍騎兵追擊阿敏塔斯殘部，誘使波斯騎兵離開防守的河岸陣地進入河床追擊，來擾亂波斯軍的陣列來暴露弱點，給亞歷山大親自領導的第二波的主力攻勢製造優勢條件。

#### 斜行渡河
關於阿里安這段描述，學者們對於亞歷山大如何用他的騎兵進行攻擊，有著不同的翻譯和解讀。一些學者認為阿里安這段描述，是亞歷山大對波斯軍中央陣列的攻擊，如J·F·C·富勒認為亞歷山大帶領部隊的進攻方向，是往左斜朝向波斯中央陣列左側進攻。同樣的，學者博斯沃斯（A. B. Bosworth）也認為亞歷山大的主攻方向是從較上游的地方朝下方的波斯中央左側側翼進攻，馬其頓部隊沿著斜線前進，並最終形成衝鋒的楔形陣型，他們渡河衝入格拉尼庫斯河東岸。
其他的歷史學者仍保持亞歷山大襲擊了波斯左翼的觀點。學者恩斯特·巴迪安認為阿里安清楚地說明波斯人在左翼集結了他們的騎兵，而亞歷山大攻擊了這同一批的波斯騎兵部隊，這意味著亞歷山大進攻方向差不多是直線向前移動。因為馬其頓騎兵通常使用楔形陣型，但假如直直渡河的話，楔形頂端的騎士們從河床攻上波斯軍防守的河岸時，他們兩側側翼就容易被擁有廣大正面陣列而人數較多波斯士兵們一起攻擊。因此亞歷山大渡河時讓楔形陣往左斜著渡河，與水流方向夾著一個角度，讓楔形陣左側的士兵正面與波斯軍正面人數相當，在攻上河岸斜坡時也可以保持陣型密集的衝鋒撕裂能力。然而學者N. G. L·哈蒙德認為亞歷山大並不是往左斜而是往右斜渡河，這樣才可以保持部隊維持線型陣列下渡過格拉尼庫斯河。而另一位學者A.M. 迪凡同樣保持右斜渡河，並認為這不僅是全軍採斜線戰術，連部隊密集陣型也是採用斜型。無論如何，亞歷山大透過斜行讓行軍渡河時避免混亂，也彌補渡河時騎兵側翼人數少於波斯騎兵正面人數的劣勢。

#### 騎兵肉博戰

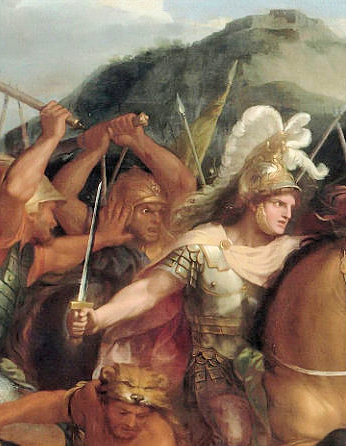
畫家夏爾·勒布倫的作品《格拉尼庫斯河戰役》的細圖，畫中亞歷山大大帝身後的人物是波斯呂底亞兼愛奧尼亞總督斯皮瑞達提斯，他正要從後方攻擊亞歷山大

阿里安接著繼續記載，提到亞歷山大和他的手下與波斯人和他們的將領進行了一場艱苦且激烈的戰鬥。馬其頓軍最終佔了上風，因為他們的緒斯同騎槍的長度在近戰中比波斯人使用的標槍更為有利。在戰鬥中，亞歷山大自己折斷了他的騎槍，並想要向他的侍從阿瑞提斯要一支，但由於阿瑞提斯的騎槍在戰鬥中也折斷了，夥友科林斯的德馬拉圖斯（Demaratus）將他的騎槍交給了亞歷山大，這時亞歷山大看見大流士三世的女婿米特里達梯率領騎兵部隊殺來，但他自己衝的太前面離手下太遠，亞歷山大立即趁機拍馬向前，迎面用德馬拉圖斯給的騎槍刺向敵將臉面，殺了米特里達梯。這時波斯將領羅薩西斯一刀砍向亞歷山大的頭，還好亞歷山大的頭盔夠堅固，擋住了這一刀，亞歷山大隨即把敵將甩落馬下，再用騎槍刺死了他。而羅薩西斯的兄弟斯皮瑞達提斯，也舉起刀正準備從亞歷山大身後劈下來為兄弟復仇，此時幸好夥友騎兵王家近衛隊長克利圖斯即時趕到，一刀砍翻波斯呂底亞兼愛奧尼亞總督斯皮瑞達提斯，救了亞歷山大性命。其他的馬其頓騎兵部隊已經在河岸上站穩腳跟，並增援了亞歷山大所在的部隊。
在這一處的戰鬥中，馬其頓騎兵和伴隨的輕步兵一同將這一翼波斯騎兵逼退了。從亞歷山大激烈戰鬥的地方開始，波斯軍左翼騎兵的潰敗逐漸擴散，隨後中央波斯軍被擊破，兩翼的波斯騎兵四散逃竄。亞歷山大並沒有追擊潰兵追得太遠，而是把矛頭轉向尚在堅守陣地的希臘僱傭軍，他們大多在還在原來的駐守位置上尚未撤退。希臘雇傭兵們對戰況的快速反轉感到驚愕，尚未反應過來，他們就遭到來自前方的馬其頓步兵和來自四面八方的馬其頓騎兵的夾擊。這支希臘雇傭兵他們很快就被馬其頓軍打敗了，只有少數人能夠從戰場上逃脫。

### 普魯塔克的記載

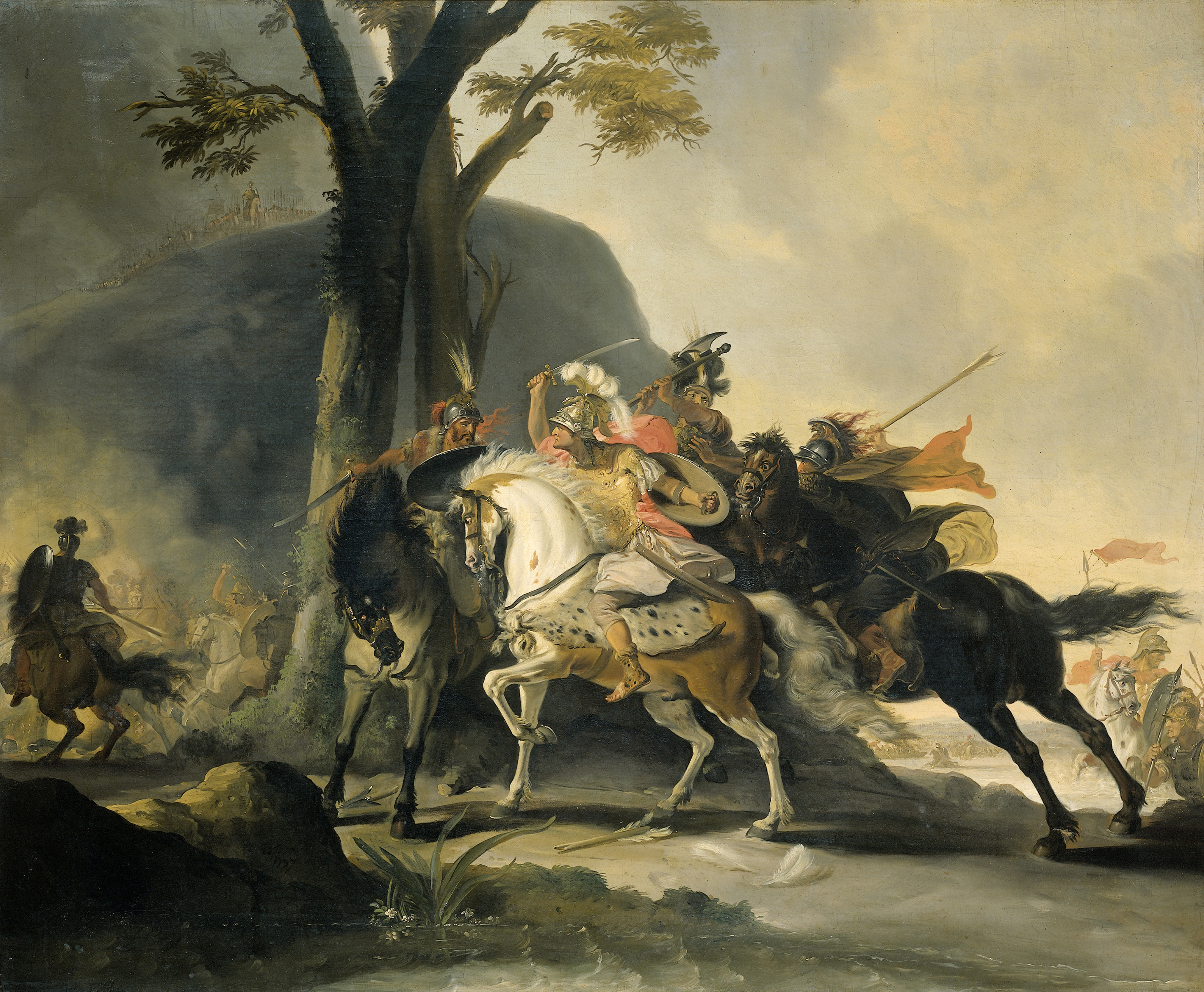
《亞歷山大大帝在格拉尼庫斯河戰役對抗波斯人》，畫家科內利斯·特羅斯特於1737年所繪

在普魯塔克的敘述中他更多地關注亞歷山大與波斯將領的個人戰鬥，而較少關注軍隊的行動和戰術，除此之外他也重點提到戰場的地形，描述波斯軍所防守的對岸有個難爬的陡坡，水流也很湍急，相反的阿里安幾乎沒有提到地形的影響。在普魯塔克的記敘和事件大部分可以與阿里安的版本對應，只有一些有些區別。根據普魯塔克的記載，波斯軍在戰場上的前線陣列上是同時佈署了步兵和騎兵，而不是像阿里安版本中只有騎兵。亞歷山大率領部隊對波斯軍的發動進攻攻勢時，他與羅薩西斯和斯皮瑞達提斯的戰鬥與阿里安的版本略有不同。普魯塔克的版本是斯皮瑞達提斯和羅薩西斯這兩兄弟聯手對付亞歷山大，亞歷山大先對付羅薩西斯，在兩人用短劍纏鬥中，旁邊的斯皮瑞達提斯一斧劈向亞歷山大，幸好頭盔擋住這一斧，斯皮瑞達提斯舉起戰斧準備再一次劈擊時，被克利圖斯及時用騎槍刺死，而亞歷山大同時也用短劍結束了羅薩西斯的性命。在雙方騎兵戰鬥進行時，馬其頓方陣步兵團渡河與波斯步兵交戰。經過短暫的交鋒，除了希臘傭兵外，其他波斯軍隊都已潰散了。希臘雇傭兵退到了更高的位置，他們請求與亞歷山大協商投降事務，但亞歷山大拒絕了這一點，並對雇傭軍發動了總攻。馬其頓軍與抱著死戰的希臘僱傭軍進行了艱苦的戰鬥，造成馬其頓軍很大的傷亡，最終希臘傭兵被完全殲滅。

### 狄奧多羅斯的記載
在狄奧多羅斯的版本中，沒有提到戰前帕曼紐的建議，但之後的馬其頓軍的行動完全依據這些建議在進行，就像是亞歷山大採納帕曼紐的建議一般。在狄奧多羅斯的記載中，亞歷山大先讓全軍在西岸先行紮營，等到波斯軍夜晚回營休息後，趁著第二日黎明時敵人還未回到岸邊佈陣時，先行派部隊疾行渡過尚未設防的灘頭，毫髮無傷完成渡河。等到波斯軍驚覺，馬其頓軍已經完成渡河，雙方大軍便在格拉尼庫斯河東岸進行會戰。隨後波斯軍同樣也是讓騎兵作為第一列，步兵在後如同阿里安版本。
戰鬥中，狄奧多羅斯同樣提到亞歷山大率先領軍進攻敵人左翼，以及與波斯軍將領捉對廝殺的個人戰鬥，與阿里安和普魯塔克的版本大致大同小異，但狄奧多羅斯版本中克利圖斯殺的是羅薩西斯。狄奧多羅斯更詳細描述雙方在此地的戰鬥情節，先是提到斯皮瑞達提斯率先使用標槍投向亞歷山大，強勁的力道讓標槍穿刺過亞歷山大的盾牌，停在胸甲前才被擋住。亞歷山大拍馬刺向斯皮瑞達提斯胸前，但他的刺擊也被波斯將領身上的胸甲防住，亞歷山大眼看敵將準備拔劍反擊，連忙用騎槍刺向斯皮瑞達提斯臉面，結束他的性命。附近的波斯將領羅薩西斯衝了過來準備為兄弟報仇，一刀砍在亞歷山大的頭上，砍裂了頭盔但亞歷山大沒事。羅薩西斯連忙準備第二次攻擊，而克利圖斯即時殺了敵將，救了亞歷山大。狄奧多羅斯還描述此處戰鬥是如此激烈，導致亞歷山大從阿西娜神庙拿走的盾牌，被敌人射中三次，胸甲也承受兩次敵人的重擊。最終敵軍將領法那西斯和卡帕多西亚指揮官密特羅布扎涅斯也被亞歷山大所殺。除此之外狄奧多羅斯還提到馬其頓軍左半軍的總指揮帕曼紐率領色薩利騎兵英勇攻擊波斯軍，使色薩利騎兵贏得全軍最高榮譽，這是阿里安和普魯塔克的版本都未提起的馬其頓左翼相關的戰鬥。而當波斯軍騎兵潰敗以及多位將領陣亡後，步兵之間的戰鬥很快結束，波斯軍全線潰散。在狄奧多羅斯的版本中沒有提到希臘雇傭兵最終頑強死戰的情節。

### 現代學者解釋
一些現代歷史學者試圖調和狄奧多羅斯和阿里安的版本不同，如學者羅賓·萊恩·福克斯假設波斯軍主動退出防守的河岸，戰役是在東岸進行。另一位學者彼得·格林在他1974年出版的著作《馬其頓的亞歷山大》一書中提出了一個戰役重建理論，根據格林的假設，格拉尼庫斯河河岸是由波斯步兵守衛而非波斯騎兵，一開始亞歷山大並沒有聽從帕曼紐的建議，馬其頓軍在最初試圖過河時損失慘重，被迫撤退。亞歷山大隨後只得勉強接受了帕曼紐的建議，在夜間黎明前刻往下游一個無人守衛的渡口渡河。收到消息的波斯軍隊匆忙趕往亞歷山大渡河渡口，因為波斯騎兵比步兵早先到達戰場，因此波斯軍第一線戰列是由騎兵組成，雙方在黎明時於格拉尼庫斯河東岸展開會戰，然後戰鬥過程在很大程度上依照著阿里安和普魯塔克的描述進行。然而，因為古代史料中都沒有提到馬其頓軍渡河失敗的事蹟，學者彼得·格林為了彌補這個矛盾，他特地在書中寫了一篇附錄來解釋這個問題。他再度假設亞歷山大因為政治宣傳問題，需要要掩蓋這次難堪的短暫失利，亞歷山大試圖讓宣傳人員大力宣傳自己勇敢的英姿，如同荷馬式英雄般衝向戒備森嚴的敵陣等，用這種英雄情節來掩飾首次渡河失利。然而彼得·格林的假說被後來被學者飽受批評，如學者N. G. L.哈蒙德就用「發明」這個字眼來批評格林的重建。因為格林的理論的矛盾無法解釋，到了2013年《馬其頓的亞歷山大》的再版序言中格林他承認放棄了這個理論，不再相信這個重建具有說服度。
其他歷史學者多認為狄奧多羅斯的敘述不太正確，他們傾向使用阿里安和普魯塔克的版本。而且狄奧多魯斯所描述的騎兵和步兵是先後分開戰鬥的，這對於馬其頓軍隊來說是相當不尋常的，馬其頓軍隊的步兵和騎兵協同作戰相當熟稔，且他們以此聞名。還有一點，在夜間或黎明時暗自渡河也很有可能被波斯士兵給發現，導致計畫受挫。就算沒有即時發現馬其頓渡河，相對劣勢的波斯軍發現他們的地利優勢喪失後，很有可能選擇撤軍而不是傻傻地進行野戰。恐怕這也是亞歷山大當初拒絕帕曼紐建議的考量之一，試圖讓波斯軍佔有地利優勢來引誘波斯軍與他進行野戰，設法讓小亞細亞唯一的波斯軍隊能夠快速摧毀，這有利馬其頓後續東征。另外考慮的太陽方向，馬其頓軍在下午發動進攻，也意味著波斯人將不得不作戰時睜眼對著太陽的光線，而馬其頓人如果在黎明時進攻，太陽的光線將直射他們的眼睛。除此之外，學者N. G. L.哈蒙德認為狄奧多羅斯的敘述基本基於克來塔卡斯的史料來撰寫，但克來塔卡斯的資料中不少是造假著名，而且他本人沒有參與這場戰役。相反地阿里安使用的是托勒密和卡山德里亞的阿里斯托布魯斯的史料，這兩人都參與過亞歷山大東征，因此阿里安版本可信度較高。

## 損失

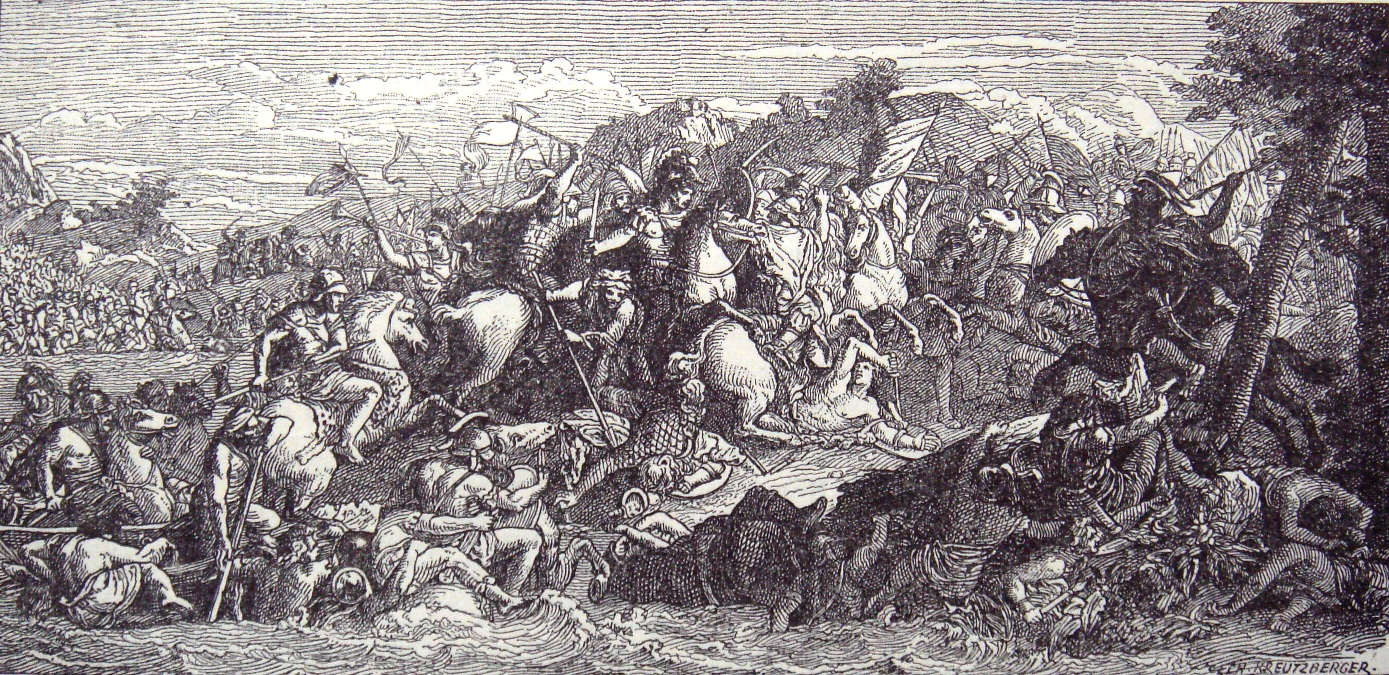
格拉尼庫斯河戰役

### 馬其頓軍
對於馬其頓軍的傷亡來說，阿里安提到在首波進攻中馬其頓夥友騎兵損失了25名騎兵，其他騎兵60人、步兵30人，總共115名陣亡。普魯塔克則是提到馬其頓全軍共陣亡34人，其中騎兵25人，步兵9人。古羅馬歷史學家查士丁的數字則是騎兵陣亡120人，步兵陣亡9人。
現代學者A.M. 迪凡觀察阿里安的陣亡人數是以托勒密的著作為參考，而托勒密又使用卡利斯提尼資料作為傷亡來源基礎，而普魯塔克則是用卡山德里亞的阿里斯托布魯斯的資料作為他的來源。這似乎說明了普魯塔克錯誤解讀了信息，因為他25名陣亡的騎兵很可能是阿里安版本中提到的，是那一批首波攻勢中倒下的25名夥伴騎兵。而查士丁的數字似乎是把托勒密和阿里斯托布魯斯的混在一起。由於這場戰役戰鬥歷時很短，學者A.M. 迪凡認為阿里安的數字比較正確。

### 波斯軍
到了波斯軍方面，在左翼與亞歷山大交手陣亡的波斯將領除了米特里達梯、斯皮瑞達提斯、羅薩西斯外，還有數名波斯將領也於此戰役陣亡，其中阿里安提到了尼發提斯、拍提尼斯、卡帕多细亚總督密特羅布扎涅斯、阿爾塔薛西斯二世之孫阿布帕勒斯、大流士三世的小舅子法那西斯、希臘傭兵指揮官歐瑪瑞斯。波斯軍主帥阿西提斯倖存逃到弗里吉亚，因受不了戰敗的指責而自殺。狄奧多羅斯額外提到大弗里吉亚總督阿蒂齐斯戰死，但這應該是狄奧多羅斯搞錯了，因為他實際上死於伊蘇斯戰役。
對於波斯方面的損失，阿里安說有1,000名騎兵被殺，2,000名希臘僱傭兵被俘。普魯塔克提到有2,500名騎兵和20,000名步兵陣亡。狄奧多羅斯的數據是波斯2000名騎兵和10000名步兵陣亡，以及20000名士兵被俘。
學者A.M. 迪凡認為普魯塔克和狄奧多羅斯的傷亡人數大得不可思議，他反而認為阿里安的數字1,000名騎兵陣亡和2,000名希臘僱傭兵被俘的數字比較正確。學者迪凡他在希臘僱傭兵戰俘上使用了阿里安的數據，但並不採用阿里安關於希臘雇傭兵20,000人的總數，因為這會使阿里安陣亡人數達到18,000人而前後矛盾。根據他的理論，希臘僱傭軍不超過 4000 到 5000 人，這可能意味著其中有 2000 到 3000 人被殺。這使波斯人的總損失為5,000到6,000人。

## 戰後
戰後2000名被俘的希臘僱傭兵被送往馬其頓，儘管他們是希臘人，但亞歷山大覺得他們主動為波斯人服兵役已經背叛了他們的希臘同胞，且希臘人為波斯人效忠也代表他們沒有遵守泛希臘聯盟所達成的決議，這項決議要求希臘人聯合起來向波斯發動聖戰，而不是自己彼此互相殘殺，因此亞歷山大把這批希臘戰俘貶為奴隸。亞歷山大還將300套波斯盔甲送往雅典雅典衛城，作為對雅典娜的獻祭，並附有如下献词：「僅献上从亚洲波斯人手中俘获的这些战利品。腓力之子亚历山大和全希腊人敬献，拉斯地蒙人除外」，亞歷山大特別註明斯巴達人沒參與這次泛希臘遠征。另外，亞歷山大還在馬其頓的宗教聖地狄翁宙斯聖殿立了一些雕像群，被稱為「格拉尼庫斯河戰役紀念物」，這些青銅雕像由留西波斯打造，雕刻著亞歷山大自己與其他25名在第一波衝鋒陣亡夥友騎兵成員於馬背上的雕像。這些雕像在前146年第四次馬其頓戰爭時，被羅馬將軍昆圖斯·凱基利烏斯·梅特盧斯劫掠並帶到羅馬卡比托利歐山腳的紀念門展示。
戰後波斯駐軍主動撤離達斯庫里烏姆，該城隨後就被帕曼紐率軍佔領，亞歷山大則是率領主力進軍薩第斯，該城隨即也向他投降，他繼續往以弗所前進，那裡波斯軍的希臘僱傭兵駐軍也主動撤離。邁安德河畔馬格尼西亞和特拉勒斯也向亞歷山大投降，他派遣帕曼紐去接受這些城市。亞歷山大派遣利西馬科斯分兵去波斯控制下的伊奧利亞和愛奧尼亞，命他去解放這些城市並幫助他們推翻寡頭制並重建民主制。當亞歷山大率軍來到米利都城時，這座城不願投降，因此馬其頓軍發動米利都圍城戰攻下它。
儘管格拉尼庫斯河戰役戰敗，波斯軍並沒有全軍覆沒，仍有一部分的部隊撤往哈利卡那索斯。另一方面，阿契美尼德帝國在戰略上已經岌岌可危，波斯的小亞利亞總督們在格拉尼庫斯河戰役陣亡太多，戰後短期內管理層被肅清而無力組織有效抵抗。隨後吕底亚首府薩迪斯被馬其頓軍圍困後投降，這也是第一次薩迪斯城衛城淪陷，馬其頓軍現在可以毫無障礙地繼續進軍，直到哈利卡納蘇斯城為止。

## 参照
- 伊蘇斯戰役
- 高加米拉戰役
- 希達斯皮斯河戰役

## 註腳
1. ↑  Green 2013，第82–85頁.
2. 1 2 3  Kholod 2018.
3. ↑  Arrian 1884，1.11–12.
4. 1 2  Nawotka 2009，第118頁.
5. ↑  Arrian 1884，1.12.
6. ↑  Briant 2002，第818, 821頁; Nawotka 2009，第119頁.
7. ↑  Arrian 1884，1.12; Diodorus Siculus 1939，18.2–3.
8. ↑  McCoy 1989，第416頁.
9. 1 2  Briant 2002，第822–823頁.
10. 1 2 3  Arrian 1884，1.14.
11. ↑  Arrian 1884，1.18.
12. ↑  Bosworth 1993，第41頁; Nawotka 2009，第121頁.
13. ↑  Edmunds 1979，第112–113頁.
14. ↑  Hammond 1980，第76–80頁.
15. ↑  Badian 2012，第271–293頁; Devine 1986，第267–268頁.
16. ↑  Hammond 1980，第82–83頁; Devine 1986，第269–270頁.
17. ↑  Arrian 1884，1.14.1–3; Hammond 1980，第82–83頁; Devine 1986，第269–270, 273頁.
18. ↑  Devine 1986，第269頁.
19. ↑  Arrian 1884，1.14.4.
20. 1 2  Diodorus Siculus 1939，17.19.4–5.
21. ↑  Justin 1853，11.6.11.
22. ↑  Gat 2006，第368頁.
23. ↑  Hammond 1980，第82頁.
24. ↑  Devine 1986，第270頁; Nawotka 2009，第118頁.
25. 1 2  Fuller 1960，第147頁.
26. 1 2  Badian 2012，第271–293頁.
27. 1 2  Devine 1986，第270頁.
28. ↑  Diodorus Siculus 1939，17.7.3.
29. ↑  Polyaenus 1793，5.44.4.
30. ↑  Devine 1986，第271–272頁.
31. ↑  Diodorus Siculus 1939，17.19.5; Arrian 1884，1.14, 1.16.
32. ↑  Fuller 1960，第148頁; Bosworth 1993，第40–41頁; Nawotka 2009，第122頁.
33. ↑  Nawotka 2009，第122頁.
34. ↑  McCoy 1989，第429頁; Nawotka 2009，第120頁.
35. ↑  Fuller 1960，第149頁; Nawotka 2009，第120頁.
36. ↑  Devine 1986，第265–267頁.
37. ↑  Arrian 1884，1.14-15.
38. ↑  Devine 1986，第273頁.
39. ↑  Arrian 1884，1.14–15.
40. ↑  Devine 1986，第273–274頁.
41. ↑  Fuller 1960，第151頁.
42. ↑  Bosworth 1993，第42頁.
43. ↑  Devine 1986，第274–275頁.
44. ↑  Arrian 1884，1.15.
45. ↑  Arrian 1884，1.16.
46. ↑  Plutarch 1919，16.1–14.
47. ↑  Diodorus Siculus 1939，17.19.
48. ↑  Diodorus Siculus 1939，17.19–21.
49. ↑  Green 2013，第489頁.
50. ↑  Hammond 1980，第74頁.
51. ↑  Green 2013，第xxi–xxii頁.
52. ↑  Heckel 2012，第48頁.
53. ↑  Badian 2012，第271–293頁; Hammond 1980，第73–75頁; Heckel 2012，第48頁.
54. ↑  Devine 1986，第27頁; Nawotka 2009，第121頁.
55. ↑  Nawotka 2009，第121頁.
56. ↑  Hammond 1980，第87頁.
57. 1 2  Arrian 1884，1.16.4.
58. 1 2  Plutarch 1919，16.15.
59. ↑  Justin 1853，11.6.12.
60. 1 2  Devine 1986，第276頁.
61. ↑  Arrian 1884，1.16; Diodorus Siculus 1939，1.21.3, footnote 21.
62. ↑  Arrian 1884，1.16.2.
63. ↑  Arrian 1884，1.16.6–7.
64. ↑  Pliny the Elder 1855，34.19; Russell 2016，第145-146頁.
65. ↑  Arrian 1884，1.17–18; Diodorus Siculus 1939，1.21.7–22.1.
66. ↑  Briant 2002，第823-824頁.